# Kahaono yhawhoa
Kahaono yhawhoa är en insektsart som beskrevs av Irena Dworakowska 1972. Kahaono yhawhoa ingår i släktet Kahaono och familjen dvärgstritar. Inga underarter finns listade i Catalogue of Life.